# Hollandsche Societeit van Levensverzekeringen

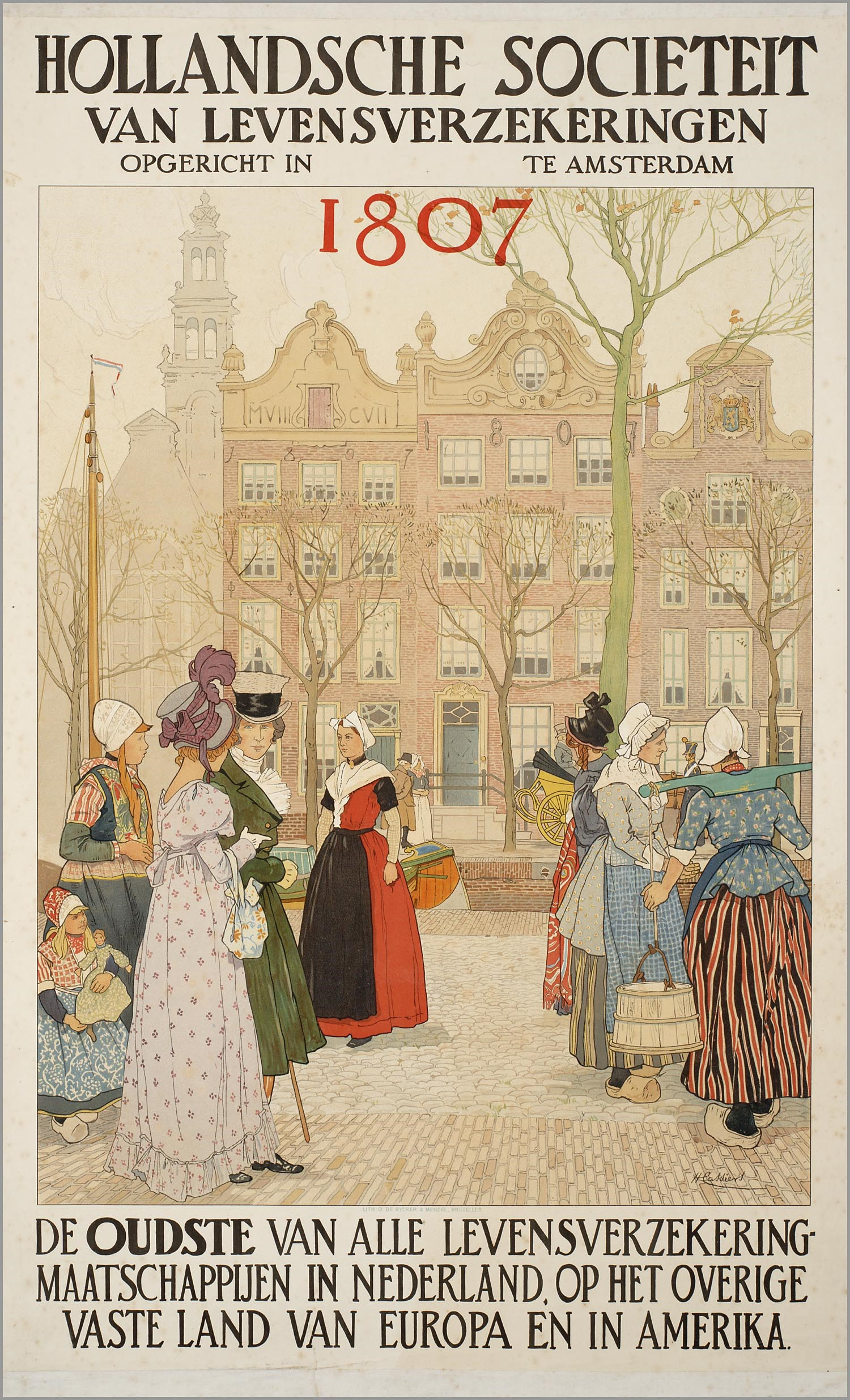
Naamsreclame voor de Hollandsche Societeit (Henri Cassiers 1920)

De Hollandsche Societeit van Levensverzekeringen werd in 1807 in Amsterdam opgericht door Antoni Hartsen. In 1967 ging deze verzekeringsmaatschappij samen met de Amsterdamsche Maatschappij van Levensverzekering (Amstleven) onder de naam Delta en in 1969 vormde Delta met verzekeraar Nederlandsche Lloyd (Nedlloyd) de verzekeringsmaatschappij Delta Lloyd.

## Oprichting

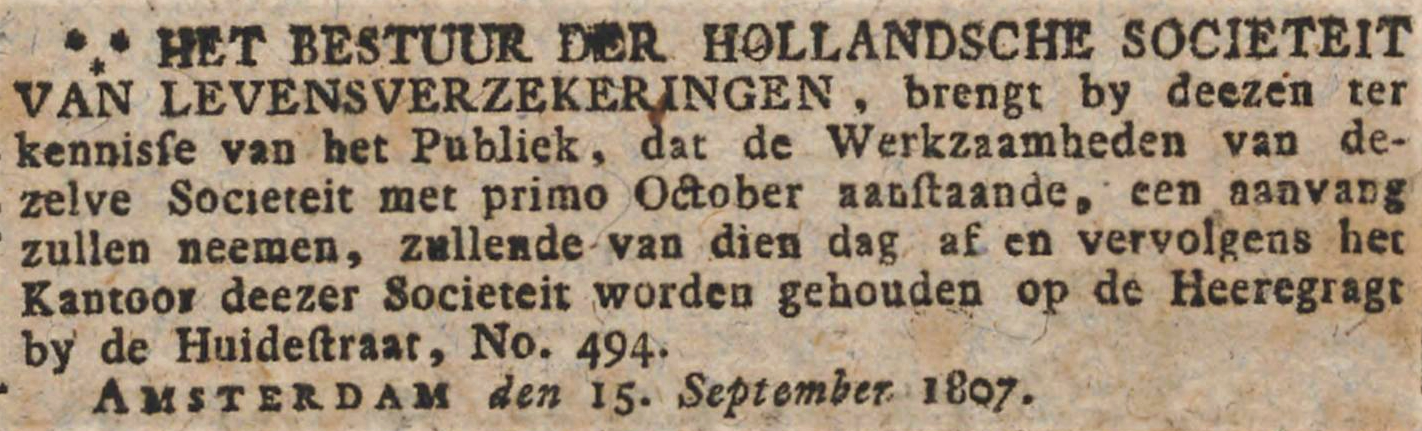
Advertentie met adres en startdatum

De Hollandsche Societeit van Levensverzekeringen werd opgericht op 8 september 1807 met een startkapitaal van een miljoen gulden en begon haar werkzaamheden op 1 oktober 1807 in een woning aan de Herengracht bij de Huidenstraat. Directeur is Antoni Hartsen (1785-1820), commissarissen zijn Cornelis Hartsen (Antoni’s vader 1751-1817)), Jacob Fock, Abraham Johannes Severijn en Willem Willink jr.
Antoni Hartsen had vooraf de Engelse sterftetafels en tarieven bestudeerd samen met Obbe Sikkes Bangma, die hem door professor Jean Henri van Swinden was aanbevolen. (Al in september 1762 was in Londen de ‘Society for Equitable Assurances on Lives and Survivorships’ opgericht.) Op basis van die studie maakte hij ‘Tafels van Levensverzekeringen en Lijfrenten’, ook wel sterftetafels genoemd. Hij gebruikte ze voor het bepalen van zijn tarieven. Met zijn Societeit stichtte hij de eerste levensverzekeringsmaatschappij op het Europese vasteland. 

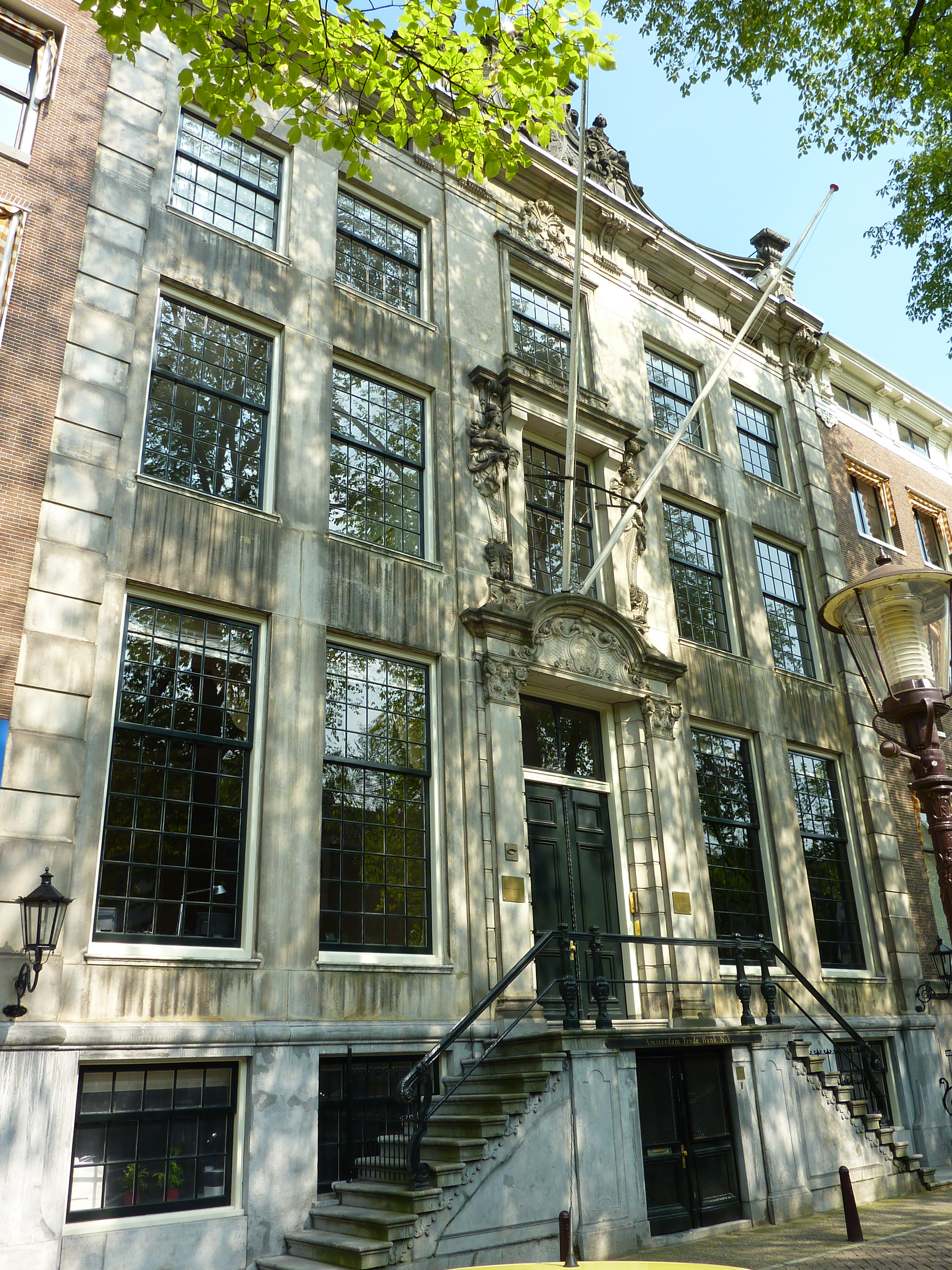
Amsterdam - Herengracht 475

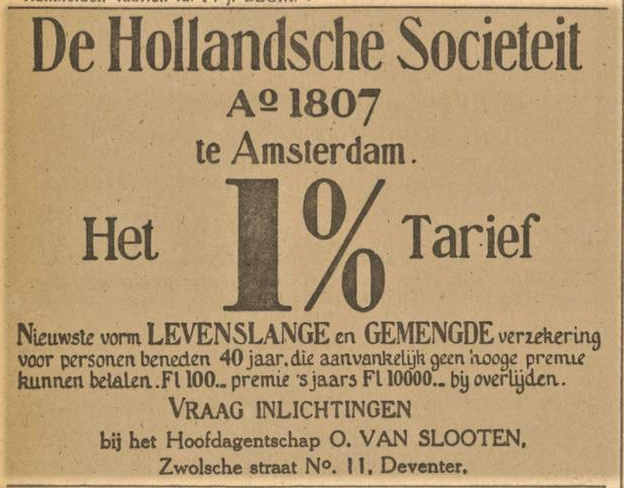
Een aantrekkelijke verzekeringsvorm in de eerste helft van de 20e eeuw

## De eerste decennia
Hartsen maakte zijn bedrijf bekend bij een aantal makelaars en commissionairs door ze een zogenoemd ‘Bericht’ te sturen, waarin hij uitlegde wat levensverzekeringen zijn en waarin hij een tabel met premies opnam. Ook benoemde hij correspondenten in de grotere steden in Nederland en in Antwerpen, Emden, Bremen, Düsseldorf en Parijs. Een correspondent mocht niet zelfstandig risico’s accepteren en niet afwijken van de standaardpremies. Hij gaf potentiële klanten informatie, bracht een belangstellende in contact met de directeur en als de polis tot stand kwam inde hij de premie en betaalde hij de eventuele uitkering.
Wie een verzekering wilde sluiten op het leven van iemand anders moest bewijzen dat hij belang had bij het leven van die persoon en de verzekerde som mocht niet hoger zijn dan dat belang. Anders was het volgens Hartsen geen assurantie maar domweg een weddenschap. De correspondent uit Bremen kwam in 1808 met de vraag hoe hoog de jaarpremie moest zijn voor een overlijdensverzekering op het leven van Napoleon. Zijn klant was een koopman die speculeerde met ‘koloniale goederen’ en die vreesde voor prijsdalingen bij de dood van de keizer. Directeur Hartsen weigerde de post met als extra argument: ‘Assurantiën op gekroonde hoofden zie ik altoos voor bedenkelijk aan.’
Pas in 1826 werd de eerste vaste bediende aangesteld. Tot die tijd deed de directeur zelf al het werk: de correspondentie, de berekeningen, het uitschrijven van de polissen, het bijhouden van de boeken, betalen en ontvangen. Volgens de statuten moest de directeur op eigen kosten voor kantoorruimte zorgen en daarom werkte hij in zijn eigen huis. Dat verklaart waarom in de eerste 100 jaar de Hollandsche Societeit zes keer verhuisde. Vanaf 1832 tot 1866 fungeerde Rehuel Lobatto als wiskundig adviseur. 
De bedrijfsfilosofie luidde dat actief klanten werven niet sjiek was, ze moesten uit zichzelf komen omdat ze overtuigd waren van de financiële soliditeit. De eerste zestig jaar groeide het bedrijf maar langzaam.
De opkomst van buitenlandse en binnenlandse concurrenten, die wel actief klanten benaderden, leidde ertoe dat de Hollandsche Societeit zijn afwachtende houding enigszins liet varen. In 1859 kwam er een beperkte winstdeling voor verzekerden en in 1863 stelde men de eerste zorgvuldig geselecteerde agent aan: ‘een man met een fijn gevoel, grote bescheidenheid en veel tact.’ De premies van de Hollandsche Societeit waren hoger en de provisies lager dan die van binnenlandse en buitenlandse concurrenten, waardoor het bedrijf minder snel groeide dan de markt.

## Bijkantoren
In 1896 werd een bijkantoor in Indonesië (toen nog Nederlands Oost-Indië) geopend, omdat het aantal verzekerden daar toenam. Rond 1910 realiseerde men zich dat verdere uitbreiding van de activiteiten waarschijnlijk meer zou kosten dan het zou opbrengen. De Nillmij (Nederlandsch-Indische Levensverzekering- en Lijfrente-Maatschappij) was bereid de Hollandsche Societeit daar te vertegenwoordigen. 
Het Belgische bijkantoor, dat omstreeks 1897 werd geopend, was een mislukking en werd in 1909 weer gesloten. 
In 1954 vestigde de Hollandsche Societeit een kantoor in Toronto (Canada). Men richtte zich in eerste instantie op Canadese Nederlanders en Nederlandse immigranten, maar beperkte zich daar niet toe. Al snel werden in de meeste Canadese Staten polissen van de ‘Holland Life Insurance Society Limited’ verkocht. (In 1973 werd Holland Life ondergebracht bij Commercial Union Life, een uitvloeisel van de overname van Delta Lloyd door het Britse verzekeringsconcern Commercial Union.)

## Eerste helft 20e eeuw
In 1903 kwam het bedrijf met de door Henri Cassiers ontworpen reclameplaat eindelijk wat minder bescheiden in de publiciteit. Het pand Herengracht 465, waar de Hollandsche Societeit sinds 1846 was gevestigd, had te weinig ruimte voor verdere groei en daarom kocht men in 1907 Herengracht 475 van de familie Van Hall. De Amerikaanse oud-president Theodore Roosevelt werd in 1910, in het kader van zijn bezoek aan Nederland, met zijn gezin in dit pand ontvangen door directie en commissarissen en rondgeleid door de directeur van het Rijksmuseum Van Riemsdijk. In 1933 werd het op de monumentenlijst geplaatst.
De concurrentie dwong het bedrijf meer aandacht te schenken aan acquisitie en premies en provisies meer in lijn te brengen met de rest van de markt. Dat hielp om ondanks de Eerste Wereldoorlog en de crisis van de jaren 1930 toch flink te groeien. Steeds meer bedrijven troffen een pensioenregeling voor hun personeel en het aandeel van die collectieve verzekeringen in het gehele bestand nam snel toe. In de loop van de bezettingsjaren 1940-1945 droogde de stroom van nieuwe verzekeringen echter bijna helemaal op. 

## De laatste zelfstandige jaren
Schaalvergroting van verzekeraars door fusies en overnames werd vanaf de jaren 1950 een regelmatig terugkerend verschijnsel. In 1958 nam de Hollandsche Societeit de Bataafsche Brandwaarborg-Maatschappij over die in 1806 was opgericht. Verkennende gesprekken met Amstleven kwamen niet echt verder maar in 1961 besloot men wel om samen een automatiseringscentrum op te richten. Op 1 februari 1963 werd dat officieel geopend, eind 1965 kwam er een eind aan de samenwerking.
Ondertussen ging de Hollandsche Societeit verder met uitbreiding van de schadeverzekeringen. In 1963 werd de Amsterdamsche Assurantie Associatie De Koepel overgenomen, waarvan ook de Brandmaatschappij van 1790 deel uitmaakte. In 1964 kocht men het spaarkasbedrijf Nationaal Spaarfonds in Den Haag.
Uiteindelijk kwam het in 1967 toch tot een fusie tussen Hollandsche Societeit en Amstleven onder de naam Delta. In 1969 nam Delta de ‘Noord-Braband’ over, de Waalwijkse maatschappij van verzekering op het leven. In datzelfde jaar kwam de fusie met Nedlloyd tot stand onder de naam Delta Lloyd. 